# Chardeny
Chardeny é uma comuna francesa na região administrativa de Grande Leste, no departamento Ardenas. Estende-se por uma área de 5 km². Em 2010 a comuna tinha 57 habitantes (densidade: 11,4 hab./km²).